# Колон (Француска)
Колон (фр. Colonne) насеље је и општина у источној Француској у региону Франш-Конте, у департману Јура која припада префектури Лон ле Соније.
По подацима из 2011. године у општини је живело 260 становника, а густина насељености је износила 23,36 становника/km². Општина се простире на површини од 11,13 km². Налази се на средњој надморској висини од 240 метара (максималној 245 m, а минималној 213 m).

## Демографија
| 1962. | 1968. | 1975. | 1982. | 1990. | 1999. | 2011. |
| ----- | ----- | ----- | ----- | ----- | ----- | ----- |
| 245   | 263   | 248   | 234   | 235   | 233   | 260   |

График промене броја становника у току последњих година